# Мішель Верн
Мішель Жан П'єр Верн (фр. Michel Jean Pierre Verne ; 1861, Париж — 1925, Тулон) — французький письменник, кінорежисер і редактор. Син відомого письменника-фантаста Жюля Верна. Після його смерті, в 1905–1919 роках, опублікував кілька романів під ім'ям свого батька, проте нині вважається, що він був їх автором або принаймні співавтором. В 1912 році заснував кінокомпанію, яка займалася екранізаціями творів Жюля Верна.

## Біографія

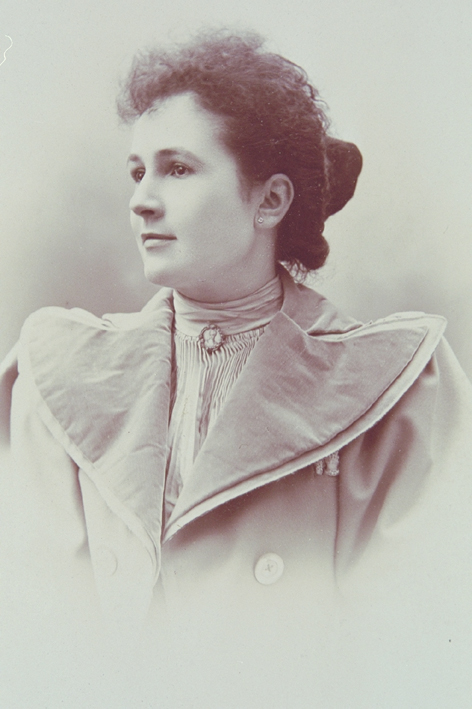
Жанна Ребуль, дружина Мішеля Верна

Єдиний син Жюля Верна та його дружини Оноріни, народився в Парижі у 1861 році. Жуль Верн у цей час перебував у подорожі Скандинавією зі своїм другом композитором Арістідом Гіньяром. Верн залишив у Данії друга і поспішив до Парижа, але не встиг до народження свого єдиного рідного сина.
Вихованням Мішеля займалася мати, він також успадкував упертий та захоплюючий характер батька. У школі стабільно проявляв себе найгіршим учнем, в результаті в 1876 році батько віддав сина на шість місяців у виправний заклад у Метрі. Після спроби самогубства Мішеля його батько з метою перевиховання прилаштував сина учнем штурмана на судно, що прямує до Індії. У цей період Жюль Верн написав роман «П'ятнадцятирічний капітан», як повчання неслухняного сина. Але морська служба не виправила характеру Мішеля. Повернувшись у 1880 році до Ам'єна, Мішель вступив у зв'язок з акторкою місцевого театру Терезою Дюгазон і розпочав самостійне життя. Батько визначив йому утримання 1000 франків на місяць, проте Мішель постійно намагався організовувати ділові підприємства та залазив у борги. Він намагався винаходити світильник нового типу, заснував гірничорудну компанію та фірму з виробництва велосипедів; всі без винятку підприємства закінчувалися банкрутством. Жуль Верн свого часу заявив, що підприємницькі починання сина коштували йому майже 300 тисяч франків, йому навіть довелося продати свою яхту «Сен-Мішель».
У 1884 році Жюль Верн здійснив свою останню велику подорож. Його супроводжували брат Поль Верн, син Мішель, друзі Робер Годфруа і Луї-Жюль Етцель. «Сен-Мішель III» швартувався в Лісабоні, Гібралтарі, Алжирі (де в Орані у родичів гостювала Оноріна), потрапив у шторм біля берегів Мальти, але благополучно доплив до Сицилії, звідки мандрівники далі вирушили в Сиракузи, Неаполь і Помпеї. Із Анціо потягом вони дісталися до Риму.
Близько 1888 року відбулося примирення батька і сина; Мішель вперше спробував себе в журналістиці та літературі, написавши кілька науково-фантастичних нарисів, опублікованих в Англії та США під ім'ям його батька («Кур'єрський поїзд майбутнього» — перший проєкт Трансатлантичного тунелю, «Один день журналіста у 2889 році», тощо).). Проте література не надто захоплювала його, і він повернувся до підприємницької діяльності. Розлучившись із дружиною та двома дітьми (Мішель і Жорж), він одружився з 16-річною Жанною Ребуль, від якої також мав сина — Жана Жюля Верна (1892—1980), який згодом написав біографію свого діда, опубліковану у Франції в 1973 році. Про свого батька він намагався повідомляти мінімально і жодним словом не згадав про його літературну діяльність.
У 1912 році Мішель Верн заснував кінокомпанію «Le Film Jules Verne», і в 1916—1917 році екранізував роман «Чорна Індія», і в 1918–1919 роках «Південну зірку», «П'ятсон мільйонів Бегуми» і «Долю Жана Морена». Великого успіху це підприємство не дало. У 1925 році Мішель Верн помер від раку горла та шлунка.

## Публікація посмертних романів батька
Після смерті батька в 1905 році, Мішель Верн успадкував сімейний архів, отримавши кілька чернеток, начерків і підготовчих матеріалів до книг. За договором з видавництвом Етцеля він продовжив роботу свого батька, і до 1910 року щороку випускав посмертні видання нових романів Жюля Верна, у тому числі коротких повістей, випущених у збірнику «Сьогодні і завтра» (1910). Серед цих романів — «У погоні за метеором», «Дунайський лоцман», «Кораблетроща „Джонатана“» і «Незвичайні пригоди експедиції Барсака» (частково опублікований в 1914 році і повністю — в 1919-му), повість «Вічний Адам» та роман «Маяк на краю світу». Вже у 1970-ті роки з'ясувалося, що всі ці твори були повністю написані Мішелем Верном за сюжетними ідеями свого батька. Наприклад, «Кораблетроща „Джонатана“» у чернетці Жюля Верна містила 15 глав, Мішель дописав ще 16 і радикально переробив уже написане батьком. «У гонитві за метеором» Мішель ввів нову сюжетну лінію, і т. д. Роман «Агентство Томпсон і К°» був повністю написаний М. Верном (ніяких матеріалів Ж. Верна за цим романом так і не знайдено, рукопис перших розділів що зберігся майже не відрізняється від друкованого тексту). Літературознавець Артур Б. Еванс наступним чином підсумував результати діяльності Мішеля Верна — письменника :
| Назва                                   | Рік публікації | Змістовні особливості |
| --------------------------------------- | -------------- | --- |
| «Погоня за метеором»                    | 1907           | Додано чотири розділи та введений новий персонаж |
| «Дунайський лоцман»                     | 1908           | Змінено авторську назву («На прекрасному золотому Дунаї»), дописано три розділи, доданий новий персонаж |
| «Кораблетроща „Джонатана“»              | 1909           | Авторська назва «У Магелланії». Дописано 16 розділів, повністю змінені персонажі та сюжетні лінії. |
| «Таємниця Вільгельма Шторіца»           | 1910           | Дія перенесена у XVIII століття з кінця XIX-го, змінено фінал |
| «Сьогодні та завтра»                    | 1910           | Збірник оповідань та повістей. «Вічний Адам» у рукописі називався «Едом». Нариси «Кур'єрський поїзд майбутнього» та «Один день журналіста у 2889 році» були написані М. Верном на прохання батька ще у 1889 році та опубліковані під ім'ям Жюля Верна |
| «Незвичайні пригоди експедиції Барсака» | 1919           | Існували лише розрізнені нотатки Жюля Верна до роману про світове торжество мови есперанто, яка взагалі не згадувалася в остаточному тексті |

Ці романи були стилізовані під манеру Ж. Верна, але з літературознавчої точки зору сильно відрізнялися від усього, написаного ним у ХІХ столітті. Незалежно від року написання та публікації, всі романи Жюля Верна написані в неквапливій та ґрунтовній манері, з великою кількістю науково-популярної інформації (часто елімінується у перекладах), відрізняються позитивістським світоглядом та вірою у торжество прогресу. Романи, опубліковані після 1905 року, відрізняються повною відсутністю «лекційного» матеріалу, найшвидшою дією, похмурі та песимістичні за світоглядом. У нових книгах йдеться про атомну енергію та її практичне використання, телебачення, реактивні літаки і телекеровані ракети. П'єро Гондоло делла Ріва, який працював з архівом рукописів Жюля Верна, стверджував, що
Мішель, безперечно, був кращим письменником, ніж пізній Жуль Верн, у якого сюжет розвивався повільно, напнуто, заплутано. Якщо не стосуватися ідеології, то все, написане Мішелем, представляє… позитивне явище з погляду літературної.
П'єро Гондоло делла Ріва оприлюднив результати своїх досліджень у 1978 році на міжнародній конференції на честь 150-річчя від дня народження Жюля Верна. Дослідник зарахував до списку перероблених Мішелем Верном романів і «Золотий вулкан». У його текст було додано чотири нові розділи, які дозволили завершити розповідь щасливим кінцем, був введений новий персонаж — ірландець Патрік. Після 1985 року відкрилася серія критичних видань Жюля Верна, здійснених за авторськими рукописами Товариством Верна та його головою Олів'є Дюма. У 2006 році авторська версія «Золотого метеора» була перекладена англійською мовою .